# Пјано ди Ашињо (Кјети)
Пјано ди Ашињо (итал. Piano di Ascigno) је насеље у Италији у округу Кјети, региону Абруцо.
Према процени из 2011. у насељу је живело 144 становника. Насеље се налази на надморској висини од 417 м.